# Grinnellia ventis
Grinnellia ventis  (лат.) — ископаемый вид скрыточелюстных членистоногих подкласса ногохвостки из семейства Sminthuridae (Sminthurinae). 

## Описание
Обнаружен в бирманском янтаре (типовая серия: Kachin State, на Ledo Road в 105 км от Miyitkama), Мьянма, Юго-Восточная Азия). Меловой период, сеноманский ярус (около 100 млн лет). Длина тела до 0,435 мм. Число омматидиев в глазах: 2+2. Отличается очень крупным вертлугом, чья длина составляет до 60 % от длины бедра. Передняя поверхность головы несёт микроскопические короткие щетинки длиной от 0,05 до 0,01 мм. Вид Grinnellia ventis был впервые описан в 2006 году американскими энтомологами Кеннетом Христиансеном (Kenneth Christiansen) и Полом Насцимбене (Paul Nascimbene) по типовой серии, хранящейся в Американском музее естественной истории (Нью-Йорк) вместе с Propachyotoma conica, Protoisotoma burma, Cretacentomobrya burma, Proisotoma pettersonae и другими новыми ископаемыми видами. Родовое название Grinnellia дано в честь американского Гриннеллского колледжа (Grinnell College, США) за поддержку этого и иных исследований коллембол. Видовое название G. ventis дано в честь американского палеоэнтомолога Саммера Вентиса (Summer Ventis, США) за помощь в работе. Таксон Grinnellia ventis близок к роду Pararrhopalites своими крупными вертлугами похож на Spatulosminthurus, а также близок к Sminthuricinus, Sminthurconus, Mucrovirga.